# Allium chlorotepalum
Allium chlorotepalum — вид трав'янистих рослин родини амарилісові (Amaryllidaceae), ендемік Ірану.

## Опис
Цибулини стиснено-кулясті, 2–3 см в діаметрі і висотою 1.5–2 см, зовнішні оболонки сірувато-коричневі, товсті. Стеблина завдовжки 5–10 см над ґрунтом, гнучка, циліндрична, конічна (4–5 мм шириною нижче суцвіття, шириною 2.5–4 мм біля ґрунту). Листків 1–2, довго-яйцеподібні до ланцетоподібних, товсті, злегка жолобчасті, зелена з сіруватим нальотом, край спочатку пурпуруватий, пізніше білий, біля основи дещо коричнево зарум'янений. Суцвіття щільне, зрештою діаметром 4–5 см. Квітки плоско зірчасті. Листочки оцвітини лінійно-ланцетні з тупим кінчиком, 6–7(8?) мм завдовжки, ≈ 1.5 мм завширшки, зелені до пурпурно-зеленого кольору з широкою зеленою серединною жилкою, після цвітіння коричневого до блідо-червоного кольору. Пиляки пурпурові до фіолетових, яйцеподібні, довжиною ≈ 1 мм. Пилок жовтуватого або зеленуватого кольору.

## Поширення
Ендемік Ірану.
Населяє скельні тераси та щебені ділянки сухих кам'янистих схилів.